# Edmar Moreira
Edmar Batista Moreira GOMM (São João Nepomuceno, 25 de setembro de 1939 — 17 de março de 2023) foi um advogado, capitão da Polícia Militar de Minas Gerais e político brasileiro. Filiado a vários partidos, foi deputado federal por Minas Gerais durante quatro mandatos e uma suplência.
Ficou nacionalmente conhecido no final da década de 2010 como o "deputado do Castelo".

## Biografia

### Formação
Um dos oito filhos de uma professora e um carteiro, Edmar Moreira foi criado em São João Nepomuceno. Estimulado pelo pai, ingressou na Polícia Militar ainda jovem, alcançando o posto de capitão. 
Contudo, ele teve a carreira militar abreviada por um escândalo que abalou a sociedade juiz-forana: em 1968, ao ficar sabendo que um rapaz havia supostamente se insinuado para sua esposa, Júlia, durante uma festa de réveillon, foi buscá-lo em casa, obrigando-o a entrar na festa de pijamas e escoltado por policiais. Acusado de abuso de autoridade, foi punido e afastado da ativa.
Em 1971, formou-se em Direito pela Universidade Federal de Juiz de Fora. Mudou-se para São Paulo, onde prosperou após fundar uma empresa de vigilância. Denúncias futuras apontariam que Moreira enriqueceu ilicitamente, sonegando imposto de renda e ISS, além de não pagar o FGTS e reter as contribuições de INSS de seus funcionários.

### Carreira política

#### primeiros anos
Assumiu o cargo de deputado federal pelo  Partido da Reconstrução Nacional (PRN) com sua posse em 1º de janeiro de 1991, tendo permanecido até 31 de janeiro de 1995 e retornando a Câmara dos Deputados em 1º de janeiro de 1999, permanecendo até 31 de janeiro de 2011, passando por partidos como PL, PFL e PR.
Em 2003, foi admitido pelo presidente Luiz Inácio Lula da Silva à Ordem do Mérito Militar no grau de Grande-Oficial especial.
Em 2007, foi um dos deputados que votaram favoravelmente à manutenção da tarifa de CPMF.
Em 2010 Edmar Moreira candidatou-se à reeleição para o cargo de deputado federal, agora pelo PR. Não conseguiu, recebendo 45.576 votos (0,44% do total). Seu fracasso foi atribuído às denúncias de 2009 e aos processos que ele moveu contra a imprensa brasileira pela cobertura do caso do castelo.
Em seu período no Democratas (DEM), Moreira ganhou notoriedade nacional em 2009 após ser eleito corregedor da Câmara Federal e dizer que os deputados não deveriam ser julgados pela casa, pois teriam "o vício insanável da amizade". Dias depois dessa declaração polêmica, surgiram denúncias de sonegação fiscal que o forçaram a renunciar ao cargo na mesa da Câmara e a pedir a desfiliação a seu partido, que ameaçava expulsá-lo.

#### O caso do castelo Monalisa

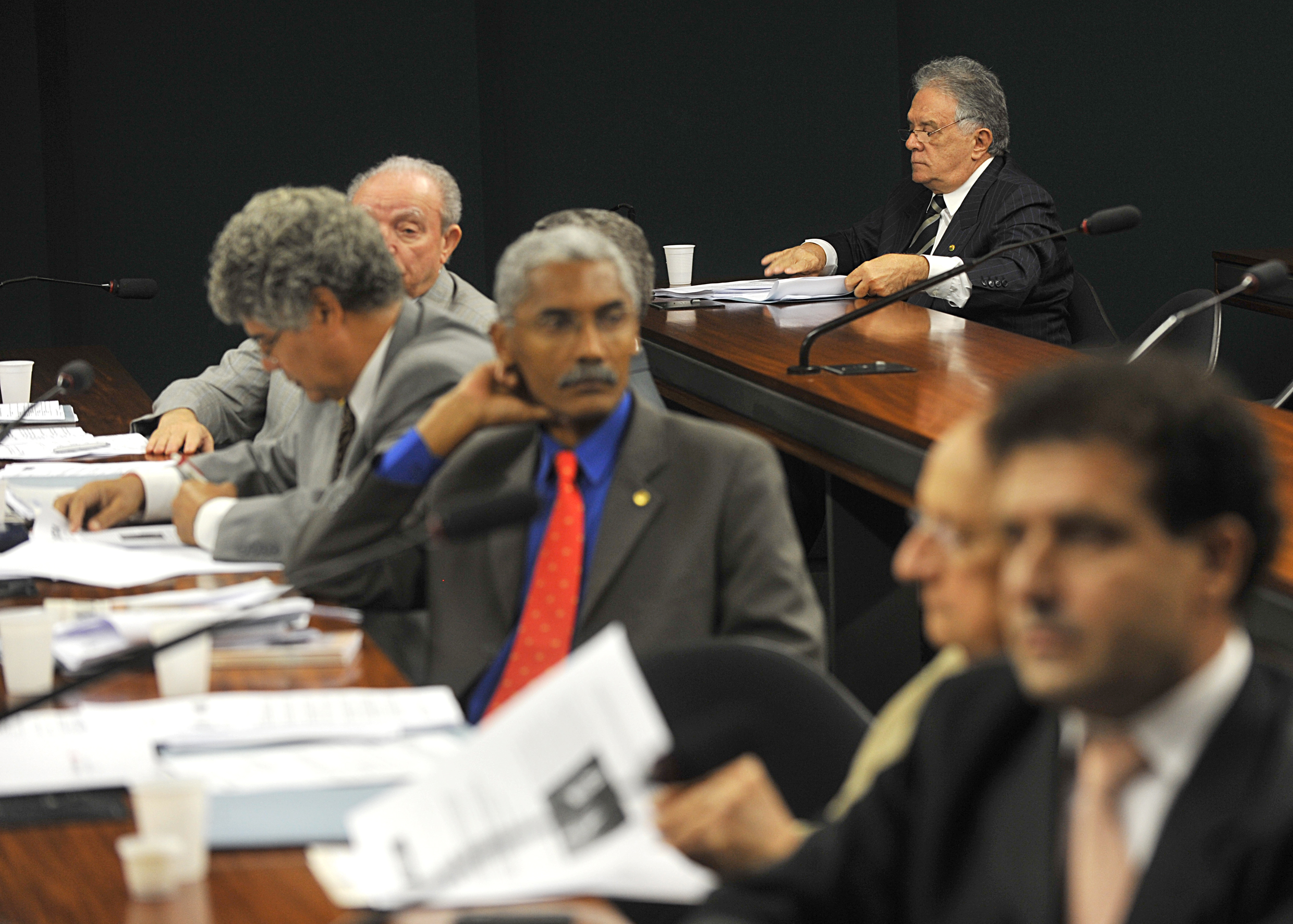
O deputado Edmar Moreira no plenário da Comissão de Direitos Humanos da Câmara.
Foto: Fabio Rodrigues Pozzebom/ABr

Em fevereiro de 2009, o Estado de Minas divulgou que Edmar Moreira, recém empossado nos cargos de 2.º vice-presidente e corregedor da Câmara dos Deputados, seria o proprietário de um imóvel semelhante a um castelo medieval, chamado Monalisa, localizado no distrito de Carlos Alves, em São João Nepomuceno, Minas Gerais. Junto a isso, vieram denúncias sobre enriquecimento ilícito e sonegação de impostos. As irregularidades, contudo, já haviam sido noticiadas em uma reportagem da revista Veja datada de 1999.
O castelo, que teve sua obra iniciada em 1982 e finalizada em 1990, custou cerca de 10 milhões de reais e, atualmente, estaria avaliado em torno de 20 a 25 milhões de reais. A denúncia foi feita porque, segundo a justiça eleitoral, a edificação do imóvel não constou da declaração de bens do Edmar Moreira, apenas o terreno foi declarado.
De acordo com Moreira, não houve declaração do imóvel porque o mesmo teria sido repassado a seus filhos no ano de 1993. Além disso, segundo alguns políticos próximos a Moreira, ele pretendia abrir um cassino no imóvel, mas o jogo não foi legalizado durante o governo Fernando Collor de Mello. Já o deputado alega que a intenção do imóvel era criar incentivos turísticos para a região.
A obra possui números impressionantes, já começando pelo acesso ao imóvel. De seu portão até a casa, existe uma  estrada de 4 quilômetros que percorre a área de 8 milhões de metros quadrados do terreno e leva até a casa. Ao longo desse caminho, postes metálicos sustentam luminárias e caixas de som. São oito torres existente no castelo, onde a mais alta, é a que abriga no topo a suíte do casal Moreira, com 110 metros quadrados. Com uma altura máxima de 47 metros, igual a um prédio de treze andares. Cada uma das 32 suítes conta com quatro cômodos, sendo estes quarto, sala de estar, closet e banheiro. O castelo está equipado, ainda, com uma cozinha industrial capaz de atender 200 pessoas, dois elevadores, sistema de aquecimento central, uma capela e um anexo de lazer, com sauna, salão de jogos e de ginástica e piscinas na área externa do castelo. Há também uma adega subterrânea climatizada, com capacidade para 8.000 garrafas. As 275 janelas do imóvel são feitas de madeira sucupira e as escadarias, de granito escuro. Edmar Moreira, teria sido inclusive apelidado por colegas parlamentares como "Duque de São João Nepomuceno", pelo números impressionantes deste imóvel.
Segundo relatos, a ideia de construir um castelo partiu do desejo da esposa de Edmar, Júlia Moreira. Ela teria sentido ciúmes do cunhado, Elmar Moreira, por este ter comprado uma fazenda que é considerada mais bonita da região. "Se eles têm a melhor fazenda, então eu quero um castelo", teria dito Júlia. O "capitão Edmar", um dos apelidos que lhe é atribuído na região, teria então se esforçado bastante para realizar o desejo da esposa. O preço total da obra seria maior do que o de muito castelos existentes no interior da França. O castelo já recebeu como convidado o ex-presidente brasileiro Itamar Franco, em 1993.
No dia 1º de julho de 2009, o Conselho de Ética rejeitou o pedido de cassação de Edmar Moreira feito pelo deputado Nazareno Fonteles, depois que nove votos foram dados a favor da absolvição de Moreira e quatro votos, contra.
Depois de ter sido absolvido pela Câmara dos Deputados, Edmar Moreira responsabilizou a imprensa que cobriu o "caso do castelo" e moveu 44 ações indenizatórias por danos morais contra 14 veículos e 38 jornalistas e apresentadores de televisão (entre eles, Jô Soares, Rede Globo; José Luiz Datena, Marcelo Tas, Danilo Gentili e Boris Casoy, Rede Bandeirantes; Joaquim Gil Castelo Branco Filho, Rede Record; Carlos Nascimento e Hebe Camargo, SBT).

#### Pós 2009
Tentou, sem sucesso, reeleger-se deputado federal em 2010. Em 2011 tornou-se vice-presidente da Minas Gerais Participações, mas saiu do cargo onze dias depois.
Em fevereiro de 2014, assumiu como suplente na Câmara dos Deputados, pelo Partido Trabalhista Brasileiro (PTB) de Minas Gerais, no lugar do deputado Eduardo Azeredo, do partido PSDB, que renunciou ao cargo.

#### Morte
Após abandonar a carreira política, não estava mais filiado a nenhum partido político. Em dezembro de 2020, perdeu seu filho, o também ex-deputado Leonardo Moreira.
Faleceu em 17 de março de 2023, aos 83 anos.